# Ángel Luisi Pisano
Ángel Luisi Pisano (Pisa; 2 de julio de 1846 – Uruguay; 12 de julio de 1929), educacionista y legionario garibaldino.

## Biografía
Sus padres fueron Pelegrina Ferri y Lucas Luisi. Comenzó estudios en Derecho y Jurisprudencia en la Universidad de Pisa pero los abandonó por la acción política. 
En 1870, a los 24 años, se vincula con los jóvenes voluntarios que partieron con Giuseppe Garibaldi a Francia y fue miembro de la Legión de los Vosgos. Testigo de la Comuna de París. Una vez finalizada la lucha dio clases de italiano a un grupo de maestras de Lyon; allí conoció a María Teresa Josefina Janicki con quien se casó.
Poco después del matrimonio, en 1872, parten hacia Argentina. Se radica en Colón, Provincia de Entre Ríos.
El matrimonio se dedica a la educación pero sus métodos fueron resistidos por una sociedad conservadora. Ángel Luisi funda la Biblioteca “Fiat Lux”. En Colón nace su primera hija Paulina en 1875.
En 1878, el matrimonio emigra a Paysandú, Uruguay buscando un sitio más propicio para ejercitar la educación libre que propiciaban. Ángel junto a otros masones funda la Sociedad de Amigos de la Educación Popular y el Instituto Luisi de Paysandú. Ejerció el periodismo en los diarios El Progreso y El Pueblo.
En 1883 contribuye a la fundación del Ateneo de Paysandú.
En 1887, se traslada junto a toda su familia a Montevideo para ocupar cargos de confianza en la secretaria de la Presidencia de la República, luego pasa a la Sección de Publicaciones de la Cámara de Representantes desde donde se jubila en 1916.
El matrimonio Luisi Janicki tuvo ocho hijos: Paulina, Inés, Clotilde, Ángel, Héctor, Luisa, Anita y Elena. Todos fueron profesionales: Paulina, la primera mujer médica del Uruguay y Clotilde, la primera mujer abogada. Por su parte, su nieto Héctor Luisi fue diplomático y canciller.